# شنزار بزرگ
شنزار بزرگ یا شنزار بزرگ سندی نام بیابانی است در شمال غرب استرالیای غربی که در منطقه‌های پیلبارا و جنوب کیمبرلی جای دارد. این بیابان پس از بیابان بزرگ ویکتوریا، بزرگترین بیابان استرالیا است و ناحیه‌ای به بزرگی ۲۸۴٬۹۹۳ کیلومترمربع را پوشش می‌دهد. بیابان گیبسون در جنوب و بیابان تانامی در شرق شنزار برزگ قرار دارند.

## جغرافیا
سطح این ناحیه پوشیده از ریگ‌روان، ماسه و باد است. همچنین دهانهٔ برخوردی شهاب‌سنگ در شمال شرق این بیابان قرار دارد.         
میزان بارندگی و گرمای هوای این منطقه در جدول زیر آورده شده است:
| داده‌های اقلیم تلفر در پیلبارا، غرب استرالیا، (داده‌های دما و بارندگی از ۱۹۷۴ تا ۲۰۱۳) | داده‌های اقلیم تلفر در پیلبارا، غرب استرالیا، (داده‌های دما و بارندگی از ۱۹۷۴ تا ۲۰۱۳) | داده‌های اقلیم تلفر در پیلبارا، غرب استرالیا، (داده‌های دما و بارندگی از ۱۹۷۴ تا ۲۰۱۳) | داده‌های اقلیم تلفر در پیلبارا، غرب استرالیا، (داده‌های دما و بارندگی از ۱۹۷۴ تا ۲۰۱۳) | داده‌های اقلیم تلفر در پیلبارا، غرب استرالیا، (داده‌های دما و بارندگی از ۱۹۷۴ تا ۲۰۱۳) | داده‌های اقلیم تلفر در پیلبارا، غرب استرالیا، (داده‌های دما و بارندگی از ۱۹۷۴ تا ۲۰۱۳) | داده‌های اقلیم تلفر در پیلبارا، غرب استرالیا، (داده‌های دما و بارندگی از ۱۹۷۴ تا ۲۰۱۳) | داده‌های اقلیم تلفر در پیلبارا، غرب استرالیا، (داده‌های دما و بارندگی از ۱۹۷۴ تا ۲۰۱۳) | داده‌های اقلیم تلفر در پیلبارا، غرب استرالیا، (داده‌های دما و بارندگی از ۱۹۷۴ تا ۲۰۱۳) | داده‌های اقلیم تلفر در پیلبارا، غرب استرالیا، (داده‌های دما و بارندگی از ۱۹۷۴ تا ۲۰۱۳) | داده‌های اقلیم تلفر در پیلبارا، غرب استرالیا، (داده‌های دما و بارندگی از ۱۹۷۴ تا ۲۰۱۳) | داده‌های اقلیم تلفر در پیلبارا، غرب استرالیا، (داده‌های دما و بارندگی از ۱۹۷۴ تا ۲۰۱۳) | داده‌های اقلیم تلفر در پیلبارا، غرب استرالیا، (داده‌های دما و بارندگی از ۱۹۷۴ تا ۲۰۱۳) | داده‌های اقلیم تلفر در پیلبارا، غرب استرالیا، (داده‌های دما و بارندگی از ۱۹۷۴ تا ۲۰۱۳) |
| ماه                                                                                  | ژانویه                                                                               | فوریه                                                                                | مارس                                                                                 | آوریل                                                                                | مه                                                                                   | ژوئن                                                                                 | ژوئیه                                                                                | اوت                                                                                  | سپتامبر                                                                              | اکتبر                                                                                | نوامبر                                                                               | دسامبر                                                                               | سال                                                                                  |
| ------------------------------------------------------------------------------------ | ------------------------------------------------------------------------------------ | ------------------------------------------------------------------------------------ | ------------------------------------------------------------------------------------ | ------------------------------------------------------------------------------------ | ------------------------------------------------------------------------------------ | ------------------------------------------------------------------------------------ | ------------------------------------------------------------------------------------ | ------------------------------------------------------------------------------------ | ------------------------------------------------------------------------------------ | ------------------------------------------------------------------------------------ | ------------------------------------------------------------------------------------ | ------------------------------------------------------------------------------------ | ------------------------------------------------------------------------------------ |
| سابقهٔ بیش‌ترین °C (°F)                                                                | ۴۸٫۱ (۱۱۹)                                                                           | ۴۷٫۱ (۱۱۷)                                                                           | ۴۵٫۱ (۱۱۳)                                                                           | ۴۱٫۲ (۱۰۶)                                                                           | ۳۸٫۰ (۱۰۰)                                                                           | ۳۳٫۹ (۹۳)                                                                            | ۳۳٫۴ (۹۲)                                                                            | ۳۶٫۰ (۹۷)                                                                            | ۴۱٫۳ (۱۰۶)                                                                           | ۴۴٫۱ (۱۱۱)                                                                           | ۴۶٫۰ (۱۱۵)                                                                           | ۴۷٫۵ (۱۱۸)                                                                           | ۴۸٫۱ (۱۱۹)                                                                           |
| میانگین بیش‌ترین °C (°F)                                                              | ۴۰٫۶ (۱۰۵)                                                                           | ۳۸٫۶ (۱۰۱)                                                                           | ۳۷٫۳ (۹۹)                                                                            | ۳۴٫۵ (۹۴)                                                                            | ۲۹٫۱ (۸۴)                                                                            | ۲۵٫۳ (۷۸)                                                                            | ۲۵٫۳ (۷۸)                                                                            | ۲۸٫۴ (۸۳)                                                                            | ۳۲٫۷ (۹۱)                                                                            | ۳۷٫۰ (۹۹)                                                                            | ۳۹٫۴ (۱۰۳)                                                                           | ۴۰٫۲ (۱۰۴)                                                                           | ۳۴٫۰ (۹۳)                                                                            |
| میانگین کم‌ترین °C (°F)                                                               | ۲۶٫۰ (۷۹)                                                                            | ۲۵٫۴ (۷۸)                                                                            | ۲۳٫۹ (۷۵)                                                                            | ۲۰٫۶ (۶۹)                                                                            | ۱۵٫۳ (۶۰)                                                                            | ۱۱٫۹ (۵۳)                                                                            | ۱۰٫۶ (۵۱)                                                                            | ۱۲٫۵ (۵۵)                                                                            | ۱۶٫۵ (۶۲)                                                                            | ۲۰٫۸ (۶۹)                                                                            | ۲۳٫۴ (۷۴)                                                                            | ۲۵٫۴ (۷۸)                                                                            | ۱۹٫۴ (۶۷)                                                                            |
| سابقهٔ کم‌ترین °C (°F)                                                                 | ۱۷٫۲ (۶۳)                                                                            | ۱۷٫۷ (۶۴)                                                                            | ۱۴٫۴ (۵۸)                                                                            | ۱۱٫۵ (۵۳)                                                                            | ۵٫۶ (۴۲)                                                                             | ۲٫۱ (۳۶)                                                                             | ۳٫۰ (۳۷)                                                                             | ۲٫۵ (۳۷)                                                                             | ۶٫۲ (۴۳)                                                                             | ۱۰٫۵ (۵۱)                                                                            | ۱۳٫۰ (۵۵)                                                                            | ۱۶٫۵ (۶۲)                                                                            | ۲٫۱ (۳۶)                                                                             |
| بارندگی میلی‌متر (اینچ)                                                               | ۴۹٫۱ (۱٫۹۳)                                                                          | ۱۰۲٫۷ (۴٫۰۴)                                                                         | ۷۷٫۳ (۳٫۰۴)                                                                          | ۲۰٫۰ (۰٫۷۹)                                                                          | ۱۸٫۵ (۰٫۷۳)                                                                          | ۱۲٫۱ (۰٫۴۸)                                                                          | ۱۳٫۲ (۰٫۵۲)                                                                          | ۵٫۴ (۰٫۲۱)                                                                           | ۲٫۵ (۰٫۱)                                                                            | ۲٫۹ (۰٫۱۱)                                                                           | ۱۶٫۵ (۰٫۶۵)                                                                          | ۴۶٫۹ (۱٫۸۵)                                                                          | ۳۷۰٫۴ (۱۴٫۵۸)                                                                        |
| میانگین روزهای بارندگی                                                               | ۷٫۵                                                                                  | ۸٫۷                                                                                  | ۵٫۹                                                                                  | ۲٫۸                                                                                  | ۲٫۷                                                                                  | ۲٫۸                                                                                  | ۱٫۵                                                                                  | ۱٫۱                                                                                  | ۰٫۸                                                                                  | ۱٫۱                                                                                  | ۲٫۴                                                                                  | ۵٫۳                                                                                  | ۴۲٫۶                                                                                 |
| منبع: سایت هواشناسی                                                                  |                                                                                      |                                                                                      |                                                                                      |                                                                                      |                                                                                      |                                                                                      |                                                                                      |                                                                                      |                                                                                      |                                                                                      |                                                                                      |                                                                                      |                                                                                      |

## اقتصاد
این منطقه دارای معدن‌های بزرگ طلا و مس است. از این رو بخشی از ساکنین این منطقه را معدنچیان تشکیل می‌دهند.

## زیست گیاهی و جانوری

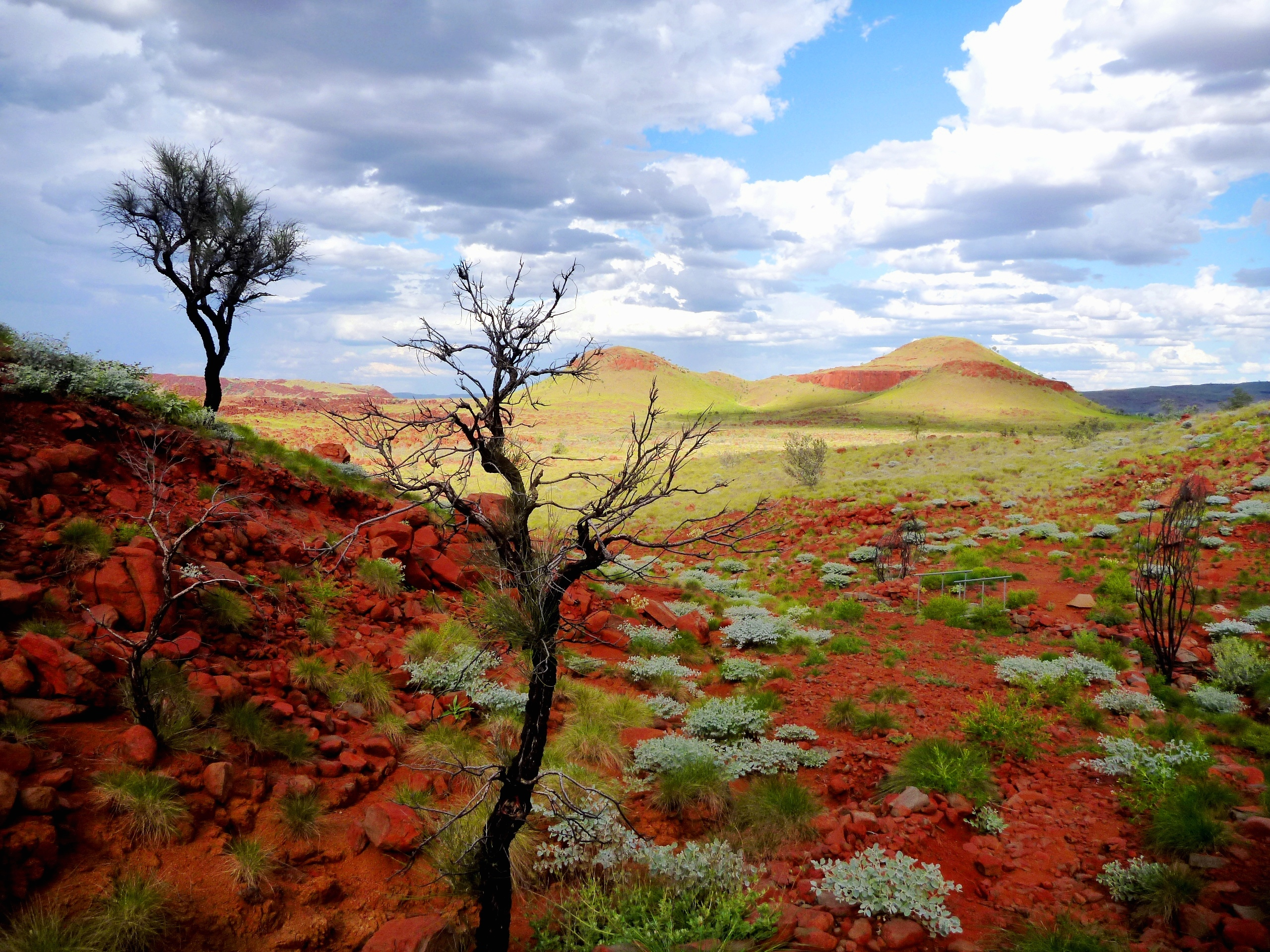
پوشش گیاهی شنزار بزرگ

گیاه این منطقه نوعی چمن استرالیایی است که از نوع گیاهان پایا است.
برخی از حیواناتی که در این بیابان پیدا می‌شوند عبارتند از: شتر، دینگو، بزرگ‌گوش‌ها، موش کور کیسه‌دار، والابی خرگوشی روفوس، شیطان خاردار، کانگوروی قرمز، چندین نوع طوطی و ... است.

## پیشینه
نخستین اروپایی که از پهنای این بیابان گذشت، پیتر واربرتون نام داشت که سفرش را از آلیس اسپرینگز در آوریل ۱۸۷۳ آغاز کرده بود و در ژانویهٔ ۱۸۷۴ به ایستگاه دو گری رسیده بود. او در حالی به پایان سفرش رسید که به شدت از گرسنگی رنج می‌برد و یک چشمش هم کور شده بود. همچنین او جان به در بردنش را مدیون همراه بومی خود چارلی می‌دانست.